# Mistři hazardu
Mistři hazardu je americký film z roku 2005 natočený Jay Chandrasekharem.

## Děj
Bo a Luke Dukeovi jsou bratranci „bližší než bratři“. Jsou postrachem okresu Hazzard v Georgii, kde mohou túrovat své vytuningované auto Dodge Charger, přezdívané General Lee. Zjistí však, že místní vlivný boss chce oblast zničit těžbou uhlí. Bratranci se tomu snaží zabránit a tak se snaží dostat obyvatele z místního populárního automobilového závodu, na který přijel i jejich slavný automobilový rodák, do místní soudní síně, kde mohou těžbu zastavit…

## Osoby a obsazení
| Johnny Knoxville    | Luke Duke            |
| Seann William Scott | Bo Duke              |
| Willie Nelson       | strejda Jesse        |
| Alice Greczyn       | Laurie Pullman       |
| Steve Lemme         | Jimmy                |
| Michael Weston      | zástupce Enos Strate |
| Mitch Braswell      | Out of Towner #1     |
| Michael Roof        | Dil Driscoll         |
| Jessica Simpson     | Daisy Duke           |
| Rusty Tennant       | Local One            |
| M.C. Gainey         | Rosco P. Coltrane    |
| James Roday         | Billy Prickett       |
| Burt Reynolds       | Boss Hogg            |